# 罗马尼亚裔美国人
罗马尼亚裔美国人，指具有罗马尼亚血统的美国人。根据2000年美国人口普查结果，共有367,310名美国人声称自己为罗马尼亚人直系后裔，518,653人声称具有罗马尼亚血统。